# Trasaghis
Trasaghis es un municipio italiano situado en la provincia de Udine, en la región de Friuli-Venecia Julia. Tiene una población estimada, a fines de febrero de 2024, de 2080 habitantes.

## Evolución demográfica
| Gráfica de evolución demográfica de Trasaghis entre 1861 y 2024 |
|                                                                 |
| Fuente: ISTAT - Elaboración gráfica de Wikipedia                |